# Charles Hugh Smiley
Charles Hugh Smiley (6 septembre 1903, 26 juillet 1977) était un astronome et universitaire américain, auteur d'une rubrique sur l'astronomie, « Planètes et Étoiles » dans le « Providence Journal » de 1938 à 1957. L'astéroïde de la ceinture principale (1613) Smiley est nommé en son honneur. Il était considéré comme « une des principales autorités mondiales dans le domaine des éclipses. »

## Biographie
Né à Camden dans le Missouri, il fut étudiant à l'UCLA et à l'Université de Berkeley, où il obtint un diplôme de mathématiques. Plus précisément, il obtint une maîtrise en mathématiques à Berkeley (1925) et un doctorat de la même université en 1927. Il enseigna les mathématiques à l'Université de l'Illinois à Urbana-Champaign (1927-1929) et travailla à l'Observatoire royal de Greenwich grâce à une bourse Guggenheim (1929-1930). Il travailla également comme professeur de mathématiques à l'Université Brown à partir de 1930. Il dirigea l'Observatoire Ladd et servit comme président du Département d'Astronomie.
Smiley mena des expéditions vers l'Amérique du Sud, au Canada, en Asie et aux États-Unis pour étudier les éclipses solaires, et mena plusieurs expéditions entre 1947 et 1952 pour étudier la « réfraction atmosphérique à des altitudes angulaires faibles». Il étudia également le calendrier maya, et « a pu dater les codex mayas de Dresde, Paris et Madrid à partir de dates astronomiques qu'ils contenaient. »

## Hommages
Lorsque l'astéroïde (1570) Brunonie fut découvert le 9 octobre 1948 par Sylvain Julien Victor Arend à l'Observatoire royal de Belgique à Uccle, Belgique, Arend écrit à Smiley :

« Cette planète est nommée en l'honneur de l'Université Brown, Providence, Rhode Island. [...] Son histoire astronomique remonte au transit de Vénus en 1769, observé par le professeur Benjamin West. Deux rues locales y sont maintenant nommées Planète et Transit. La dénomination de la planète est aussi un hommage à la réputation internationale du Dr Smiley. »